# Lương Thị Quyên
Lương Thị Quyên (ur. 13 października 1986) – wietnamska zapaśniczka w stylu wolnym. Jedna z najlepszych zapaśniczek tego kraju.
Trzy razy wystąpiła w mistrzostwach świata; jedenasta w 2006. Siódma na igrzyskach azjatyckich w 2006 i ósma w 2010. 
Pięciokrotna uczestniczka mistrzostw Azji; zdobyła dwa brązowe medale w 2009 i 2011. Złota medalistka igrzysk Azji Południowo-Wschodniej w 2003, 2005 i 2007; srebrna w 2009 i 2011 roku.